# Weltmeisterschaften 2030
Als Weltmeisterschaft 2030 oder WM 2030 bezeichnet man folgende Weltmeisterschaften, die im Jahr 2030 geplant sind:
- Fußball-Weltmeisterschaft 2030